# Geraise
Geraise település Franciaországban, Jura megyében. Lakosainak száma 43 fő (2022. január 1.). Geraise Salins-les-Bains, Nans-sous-Sainte-Anne, Sainte-Anne, Cernans és Clucy községekkel határos.

## Népesség
A település népességének változása:
| Lakosok száma | 55   | 57   | 51   | 39   | 43   | 40   | 42   | 44   | 44   | 43   |
|               | 1968 | 1982 | 1990 | 2006 | 2013 | 2015 | 2017 | 2019 | 2020 | 2022 |